# Suficientismo

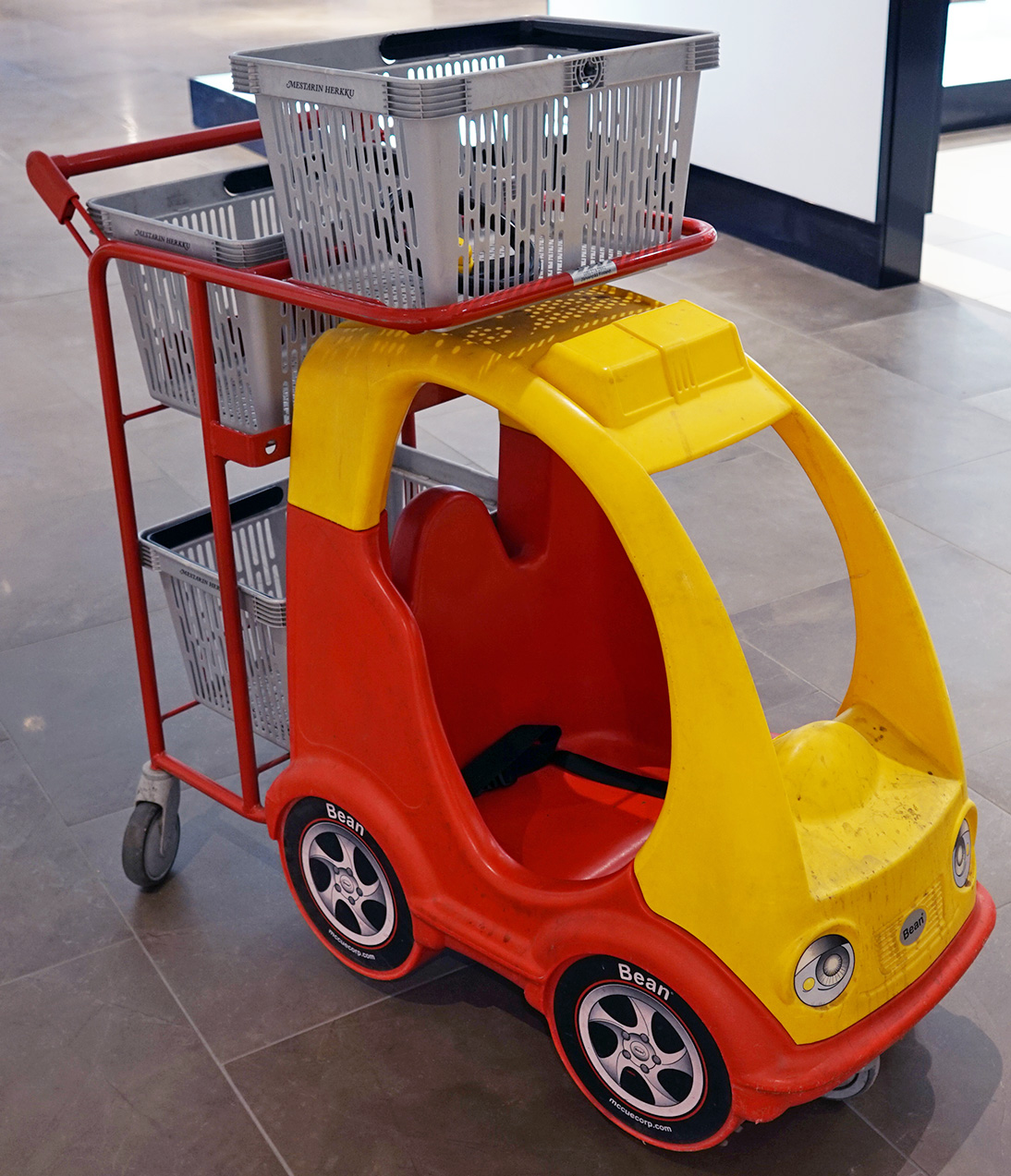
Carrito de compras con canastas de compras

El Suficientismo (traducido desde "Enoughism" en inglés) es el desarrollo de la idea de que a partir de un determinado punto, el consumidor posee todo lo que necesita y cualquier compra que realice empeora su vida en lugar de mejorarla.
Como la vida sencilla, el suficientismo enfatiza un menor gasto y comportamiento más restringido a la hora de consumir.
Suficientismo es un antónimo de consumismo, que Merriam-Webster define como la teoría de que el consumo creciente de bienes es económicamente deseable. Algunas reacciones contra el consumismo son el anticonsumismo y el término de Thorstein Veblen conspicuous consumption.

## Historia
El término fue acuñado por John Naish en su libro Suficiente:Rompiendo con el mundo del más (Enough: Breaking free from the world of more).
En enero de 2009, el suficientismo fue calificado como nuevo término para 2009 por el periódico británico The Independent en The IoS Buzzword Glossary.
En abril de 2009, el banco australiano UBank, produce un vídeo satírico de 3 minutos sobre el término en su episodio web Money Box.

## Uso
El término no está reconocido en español, ni aparece para extender las ideas de anticonsumismo o vida sencilla.
The Independent define enoughism como:

"El credo que sostiene que consumir en exceso, y amasar demasiadas cosas, sólo proporciona un placer fugaz por lo que se debe decir: ¡Suficiente!". (The creed that holds that we over-consume, amass far too much 'stuff' that only ever provides a fleeting pleasure, and ought to cry 'Enough!).